# ساوانه مک‌کسکیل
ساوانه الیزابت مک‌کسکیل (انگلیسی: Savannah McCaskill McCaskill؛ زادهٔ ۳۱ ژوئیهٔ ۱۹۹۶) بازیکن فوتبال در پست مهاجم اهل ایالات متحده آمریکا است.

## باشگاهی
از باشگاه‌هایی که در آن بازی کرده‌است می‌توان به شیکاگو رد استارز و اسکای بلو اف‌سی اشاره کرد.

## تیم ملی
وی همچنین در تیم‌های ملی فوتبال United States women's national under-23 soccer team و زنان ایالات متحده آمریکا بازی کرده‌است.